# Бакирчик (рудник)
Бакирчик (рудник) — підприємство гірничорудної промисловості на сході Казахстану, споруджене для розробки однойменного золоторудного родовища.
Родовище Бакирчик відкрили ще в 1953 році, проте особливість складу руди — з високим вмістом миш'яку та вуглецю одночасно — тривалий час не давала перейти до розробки. З 1992 року зробили кілька спроб опрацювати відповідну родовищу технологію, проте ані обпалювання у печах, ані розчинення сульфідів руди сумішшю азотної та сірчаної кислоти, ані вакуумтермічна обробка з наступним біологічним окисненням не дали позитивних результатів. У 2009—2010 роках на Бакирчику працювала обертова піч продуктивністю 100 тисяч тонн на рік, проте вдалось досягнути рівня вилучення лише від 30 до 60 % при нижчій за проєктну продуктивність.
Нарешті в 2014-му права на Бакирчик за 68 млн доларів США придбала російська компанія Polymetal, яка вже мала успішний досвід роботи з такими рудами за технологією автоклавного окиснення. Влітку 2018-го відбувся запуск рудника та збагачувальної фабрики, а станом на літо 2021-го з родовища вже вилучили 40 тонн золота.
Наразі Бакирчик вважається частиною проєкту Кизил, який також охоплює родовища Східний Бакирчик та Більшовик. Станом на 2020 рік запаси Бакирчика та Східного Бакирчика оцінювались у 59 млн тонн руди зі вмістом золота 320 тонн.
Розробка ведеться відкритим способом за допомогою кар'єру потужністю 2,2 млн тонн руди на рік, який станом на 2021-й досягнув глибини у 200 метрів. Для його створення провели розкривні роботи обсягом 120 млн м3. Після 2030-го планується перехід до підземного способу розробки. Що стосується Східного Бакирчику, то його розробка відкритим способом запланована до 2036 року. Загальний термін існування рудника первісно запроєктували до 2045-го, з коригуванням за результатами розвідки Східного Бакирчику до 2050-го.
Отриманий на збагачувальній фабриці концентрат з низьким вмістом вуглецю відправляють на належний Polymetal Амурський гідрометалургійний комбінат (Хабаровський край), а концентрат з високим вмістом вуглецю продають до Китаю.